# Engesa
Engesa – Engenheiros Especializados S/A war ein brasilianischer Rüstungsbetrieb, der militärische Fahrzeuge aller Art produzierte. Das Unternehmen existierte von 1963 bis 1993 und beschäftigte bis zu 5.000 Menschen.

## Geschichte
Engesa wurde im Jahr 1963 als Privatunternehmen gegründet, um veraltete Militärfahrzeuge aus dem Zweiten Weltkrieg zu modernisieren. Zeitgleich strebte das brasilianische Militär die Entwicklung von Radpanzern an und betraute Engesa damit. So wurden in den 1970er und 1980er Jahren die Radpanzer EE-3, EE-9 und EE-11 entwickelt, die alle auf dem gleichen Fahrgestell basieren. Diese Panzerfahrzeuge wurden in alle Welt exportiert, hauptsächlich in Staaten im Nahen Osten, in Lateinamerika und in Afrika.
Bis Mitte der 1980er Jahre war Engesa zu einem florierenden Unternehmen mit zwölf Tochtergesellschaften und etwa 5.000 Mitarbeitern herangewachsen. Zur selben Zeit entschloss sich der Rüstungsbetrieb, in Eigeninitiative den Kampfpanzer EE-T1 Osório zu entwickeln. Es wurden insgesamt über 100 Millionen US-Dollar investiert, aber es konnte kein Käufer gefunden werden. Obwohl Saudi-Arabien nach dem Zweiten Golfkrieg Interesse für den EE-T1 bekundete, entschied sich das Emirat aus politischen Gründen für die Anschaffung des US-amerikanischen M1 Abrams. Der fehlende Absatz des Panzers und die horrenden Ausgaben für die Entwicklung stellten für das Unternehmen eine finanzielle Katastrophe dar, sodass Engesa 1993 bankrottging. Emgesa wurde daraufhin zerschlagen: einige Teile wurden von Investoren übernommen, andere aufgelöst.

## Produkte

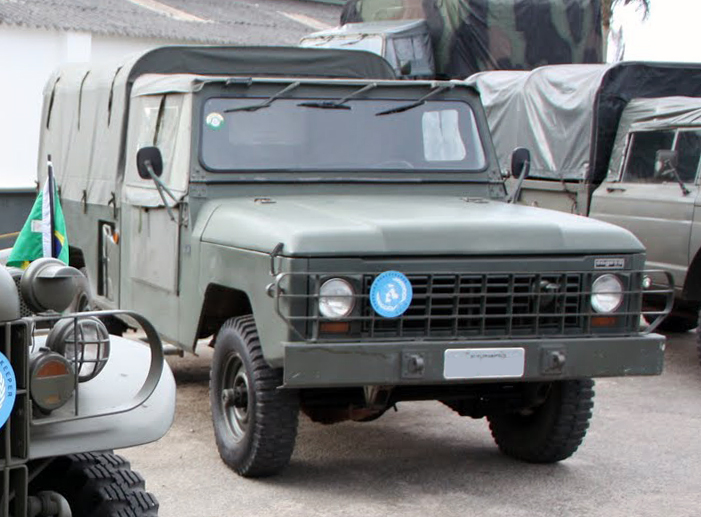
EE-34 Pickup

Der Betrieb produzierte eine Vielzahl von militärischen Gerätschaften für die Brasilianischen Streitkräfte und für ausländische Streitkräfte. Dazu zählen:
- der Spähpanzer EE-3 Jararaca
- der Panzerwagen EE-9 Cascavel
- der Transportpanzer EE-11 Urutu
- das Geländefahrzeug EE-12
- den Kleinlastkraftwagen EE-15
- der Panzerjäger EE-17 Sucuri I
- der Panzerjäger EE-18 Sucuri II
- die Lkw EE-25[2], EE-34[3] und EE-50[4]
- der Kampfpanzer EE-T1 Osório